# Toru Kawashima
Toru Kawashima (川島 透 Kawashima Toru?), född 4 juni 1970 i Osaka prefektur, död 19 januari 2024, var en japansk fotbollsspelare (målvakt).
Kawashima började sin karriär 1991 i Matsushita Electric (Gamba Osaka). 1996 flyttade han till Otsuka Pharmaceutical. Han avslutade karriären 1998.